# Hilde Van Mieghem
Hilde Van Mieghem (Antwerpen, 14 april 1958) is een Vlaams actrice, auteur en regisseur.

## Levensloop
Van Mieghem studeerde in 1981 af aan de Studio Herman Teirlinck. Zij is als actrice in diverse Vlaamse, Nederlandse, Franse en Duitse films en tv-series te zien geweest. Naast het acteren schrijft ze ook scripts en is ze regisseur. Van Mieghem was zowel regisseur, schrijfster als producer van De Kus (2004) en De suikerpot (1997). Zij was in 1987 de eerste Vlaamse die naakt in de Playboy verscheen.
In 2006 werd ze genomineerd voor de Vlaamse Cultuurprijs voor Film.
In 2015 regisseerde ze haar eerste non-fictieproject, Voor altijd, een tv-programma over de dood voor Eén, waarvoor ze samenwerkte met Chris Dusauchoit. Gezien het thema, werd het uitgezonden op Allerheiligen van dat jaar. Voor Canvas maakte ze een vierdelige documentaire over kindermishandeling, Als je eens wist (2020). Van Mieghem werd als kind zelf mishandeld.
Sinds augustus 2017 heeft Hilde haar wekelijkse column in het dagblad De Morgen, waarin ze over haar leefwereld schrijft.
Knack riep de actrice in december 2017 uit tot Vrouw van het Jaar 2017.
Actrice Marie Vinck is haar dochter.

### Verkrachtingszaak
Van Mieghem is in 1999 verkracht door de eigenaar van een hotel in Frankrijk, waar zij wilde uitrusten tussen filmopnames door. Na een voor haar vernederend verlopen aangifte, assisenproces en beroep, werd de man veroordeeld tot vijf jaar gevangenisstraf waarvan hij twee jaar uitzat. In de berichtgeving omtrent deze rechtszaak werd op verzoek van Van Mieghem zelf haar naam niet genoemd. Eerst in 2012 sprak zij zich dan toch in het openbaar uit over wat haar overkomen was, tijdens een radio-interview. Van Mieghem kreeg veel reacties op haar onthulling van deze zaak. Er werd aanvankelijk aangenomen dat Van Mieghem min of meer onbedoeld over haar verkrachtingszaak had gesproken, daartoe uitgelokt door de vragen die haar gesteld werden. In 2015 verklaarde ze daarover echter: "Maar ik had daar goed en lang over nagedacht, er was al tien jaar overgegaan. [...] ik wou de omerta doorbreken: het moet maar eens geweten zijn", vond ze, omdat veel verkrachte vrouwen de druk om hierover te zwijgen nog steeds niet durven te doorbreken.

## Filmografie

### Films

#### Als actrice
- Amsterdam (2009)
- Der Architekt (2008)
- Vox Populi (2008)
- Vermist (2007)
- De bloedbruiloft (2005)
- Bathroom Story (2004)
- The Ketchup Song (2004)
- Der alte Affe Angst (2003)
- Die 8. Totsünde; Das Toskana-Karussell (2002)
- Alias (2002)
- En vacances (2000)
- Maria (2000)
- Shades (1999)
- De Bal (1999)
- Blazen tot honderd (1998)
- 2 Männer, 2 Frauen - 4 Probleme! (1998)
- Rossini (1997)
- Hombres Complicados (1997)
- De suikerpot (1997)
- Wildgroei (1994)
- De zevende hemel (1993)
- De wereld van Ludovic (1993)
- Kuchnia Polska (1991)
- Kafka (1991)
- Spelen of sterven (1990)
- Sailors Don't Cry (1988)
- Blonde Dolly (1987)
- Pink palace, Paradise beach (1987)
- Skin (1987)
- De witte waan (1984)
- Toute une nuit (1982)
- Vrijdag (1980)

#### Als regisseur
- De Kus (2004)
- Dennis van Rita (2006)
- Smoorverliefd (2010)
- Sprakeloos (2017)

### Televisie
- Als je eens wist (2020)[6]
- Keizersvrouwen (2019)
- Tabula Rasa (2017)
- The Team (2015)
- De Bunker (2015)
- In Vlaamse velden (2013)
- Vermist (2008)
- De Smaak van De Keyser (2008)
- De Kavijaks (2005)
- Witse (2004)
- Russen (2003)
- Sedes & Belli (2003)
- Klinik unter palmen (2001)
- Recht op Recht (2001)
- Zwei Asse und ein König (2000)
- Le père Fouettard (1997)
- Quai n° 1 (1997)
- Over de liefde (1997)
- Haar aanblik is mij welgevallig (1997)
- Zwei zum Verlieben (1996)
- De Wolkenfabriek (1996)
- Oog in oog (1991)
- Le trajet de la foudre (1994)
- Kuchnia Polska (1993)
- Bex & Blanche (1993)
- Moeder, waarom leven wij? (1991)
- Commissaris Roos (1990)
- Mama mijn papa (1990)
- Der Fuchs (1989)
- L'heure Simenon (1988)
- La mort d'Auguste (1988)
- Moordspel (1987)
- Adriaen Brouwer (1986)
- Het wassende water (1986)

## Theater
- I am a mistake (2006-2008)
- De menagerie van de schamele drie (1995/1996)
- In de gloria (1995/1996)
- Romeo & Julia (1993/1994)

## Boeken
- De drie duifkes (2022)
- Crescendo (2025)

- Gemeinsame Normdatei: 141091274
- Istituto Centrale per il Catalogo Unico: UBOV076367
- Virtual International Authority File: 120337507
- WorldCat: E39PBJqBmDmD63WFTdqffdPvpP